# Botriana
Botriana (łac. Diocesis Botrianensis) – stolica historycznej diecezji we Cesarstwie rzymskim w prowincji Afryka Prokonsularna, sufragania metropolii Kartagina. Współcześnie w Tunezji. Obecnie katolickie biskupstwo tytularne. 

## Biskupi tytularni
| Lp. | Biskup              | Funkcja                                   | Od                   | Do               |
| --- | ------------------- | ----------------------------------------- | -------------------- | ---------------- |
| 1   | Jean-Marie Lesourd  | wikariusz apostolski Nouny (Burkina Faso) | 18 października 1951 | 14 września 1955 |
| 2   | Thomas Mongo        | biskup pomocniczy Douali (Kamerun)        | 21 listopada 1955    | 5 lipca 1957     |
| 3   | Jean-Baptiste Musty | biskup pomocniczy Namur (Belgia)          | 4 października 1957  | 9 grudnia 1992   |
| 4   | Renzo Fratini       | nuncjusz apostolski                       | 7 sierpnia 1993      |                  |